# Madeleine Niesche
Madeleine Niesche (* 1971 in Röbel, damals Kreis Röbel/Müritz, Bezirk Neubrandenburg, DDR) ist eine deutsche Schauspielerin.

## Leben
Madeleine Niesche wuchs an der Müritz in ihrer Geburtsstadt Röbel im heutigen Mecklenburg-Vorpommern auf. Nach ihrem Abitur 1990 wollte sie eigentlich zunächst Regisseurin werden und begann als Regieassistentin am Theater. Ihre Schauspielausbildung absolvierte sie von 1992 bis 1994 an der Otto-Falckenberg-Schule in München. Ihre Privatlehrerin war außerdem die Regisseurin Annegret Ritzel. Später besuchte sie für ihre Filmarbeit auch einen Kameraworkshop bei Hermine Huntgeburth an der ifs Köln.
Nach ihrer Ausbildung hatte sie mehrere Festengagements an Theatern, so am Theater Bremen (1990–1992, Intendant: András Fricsay), am Hessischen Staatstheater Wiesbaden (1992–1997, Intendant: Claus Leininger), am Nationaltheater Weimar (Spielzeit 1998/99, Intendant: Günther Beelitz) und am Theater Koblenz (1999–2009, Intendantin: Annegret Ritzel). Aufgrund eines Wechsels in der Intendanz wurde ihr damaliger Vertrag in Koblenz nicht mehr verlängert.
Wichtige Bühnenrollen Niesches waren unter anderem Hedda Gabler, Maria Stuart, die Wedekind’sche Lulu, Medea, die Mutter Courage und die Blanche DuBois in Endstation Sehnsucht.
Seit Herbst 2009 arbeitet sie als freiberufliche Schauspielerin mit Stückverträgen und Engagements an verschiedenen Theatern. Häufig spielte sie seither in Boulevardkomödien. Sie trat u. a. an der Komödie Frankfurt (2011), am Freien Werkstatt Theater Köln (2012), am Contra-Kreis-Theater in Bonn (2012), im Theater am Dom in Köln (2013), im Theater an der Kö in Düsseldorf (2014), beim Theater im Rathaus Essen (2014) und am Kammertheater Karlsruhe (2015) auf.
Außerdem war sie mehrfach (Spielzeit 2010/11, 2013) am Fritz Rémond Theater in Frankfurt am Main zu Gast. Von 2012 bis 2014 gastierte sie regelmäßig am Grenzlandtheater Aachen. Im August/September 2012 spielte sie dort die Hauptrolle der Bella Manningham, die Rolle von Ingrid Bergman in der Filmfassung, im Kriminalklassiker Gaslicht von Patrick Hamilton. In der Spielzeit 2012/13 trat sie dort im Theaterstück Offene Zweierbeziehung von Dario Fo und Franca Rame auf. In der Spielzeit 2013/14 war sie dort die Riesin im Musical Into the Woods. In der Spielzeit 2014/15 übernahm sie am Grenzlandtheater Aachen eine der Hauptrollen in Sartres Bühnenwerk Geschlossene Gesellschaft.
2014 trat sie, „eindrucksvoll Gift und Galle sprühend“, bei den Brüder Grimm Festspielen in Hanau als Gegenspielerin Kunigunde von Thurneck im Kleist-Stück Das Käthchen von Heilbronn auf. Sie gastierte außerdem an der Komödie Winterhuder Fährhaus (2016/2017), am Theater am Kurfürstendamm (2017) und an der Komödie im Marquardt in Stuttgart (2017). Mehrfach spielte sie in Boulevardstücken des Schauspielers, Regisseurs und Autors René Heinersdorff, u. a. mit Hugo Egon Balder, Jeanette Biedermann und Jens Hajek als Partnern. Im Mai 2018 gastierte sie am Stadttheater Fürth in Heinersdorffs Komödie Der Aufguss.
2025 spielt Schöttner am Theater am Dom in Köln an der Seite von Nicola Tiggeler, Timothy Peach und Marc Schöttner in der Komödie Je besser ich dich kenne von Krystian Martinek.
Niesche stand seit 2010 auch für einige TV-Produktionen vor der Kamera. In der 12. Staffel der ZDF-Serie SOKO Köln (2015) war Niesche in einer Episodenhauptrolle als Ärztin Dr. Franziska Brotesser zu sehen. Von Februar 2018 (Folge 2601) bis Dezember 2018 (Folge 2800) war Niesche als Keramikmeisterin Sonja Röder die weibliche Hauptdarstellerin der 15. Staffel der ARD-Fernsehserie Rote Rosen.
Niesche ist verheiratet und Mutter einer Tochter. Ihr Mann Werner Tritzschler arbeitet als Schauspieler und Regisseur. Sie lebt in Köln.

## Filmografie (Auswahl)
- 2011: Verbotene Liebe: Zum Onestep braucht man zwei (Fernsehserie, Episodenrolle)
- 2011: Lena – Liebe meines Lebens (Fernsehserie, Episodenrolle)
- 2012: Kommissar Stolberg: Krieger (Fernsehserie, eine Folge)
- 2012: Mord mit Aussicht: Der Schandbaum (Fernsehserie, eine Folge)
- 2013: Wilsberg: Hengstparade (Fernsehreihe, eine Folge)
- 2013: Chiemgauer Volkstheater: Nordlicht über Bollerbach (Fernsehreihe, eine Folge)
- 2015: SOKO Köln: Das letzte Versprechen (Fernsehserie, Episodenhauptrolle)
- 2017–2018: Lindenstraße (Fernsehserie, drei Folgen)
- 2018: Rote Rosen (Fernsehserie, Serienhauptrolle, 200 Folgen)
- 2018: Frieda – Coming Home (Kinofilm, Nebenrolle)
- 2019: Kroymann (Satiresendung, eine Folge)
- 2021: Tonis Welt (Fernsehserie, sechs Folgen)
- 2022: In aller Freundschaft – Die jungen Ärzte: Sag’s ihm (Fernsehserie, eine Folge)
- 2024: Für alle Fälle Familie: Familienangelegenheiten (Fernsehserie, eine Folge)